# Bicorp (kommunhuvudort)
Bicorp är en kommunhuvudort i Spanien.   Den ligger i provinsen Província de València och regionen Valencia, i den östra delen av landet, 290 km sydost om huvudstaden Madrid. Bicorp ligger 295 meter över havet och antalet invånare är 645.
Terrängen runt Bicorp är huvudsakligen kuperad. Bicorp ligger nere i en dal. Runt Bicorp är det ganska glesbefolkat, med 43 invånare per kvadratkilometer. Närmaste större samhälle är Navarrés, 8,6 km öster om Bicorp. 